# ويليام ريمينغتون
ويليام ريمينغتون (بالإنجليزية: William P. Remington)‏ هو منافس ألعاب قوى وقسيس أمريكي، ولد في 13 مارس 1879 في فيلادلفيا في الولايات المتحدة، وتوفي في 19 ديسمبر 1963 في لاهويا في الولايات المتحدة.

## وصلات خارجية
- ويليام ريمينغتون على موقع أوليمبيديا (الإنجليزية)